# Falling Skies
Falling Skies é  uma série de ficção científica americana de drama pós-apocalíptico criada por Robert Rodat e produzida executivamente por Steven Spielberg. O seriado é estrelado por Noah Wyle como Tom Mason, um ex-professor de história na universidade de Boston que se torna o segundo-comandante do Segundo Regimento Militar de Massachusetts, um grupo de civis e combatentes em fuga após o apocalipse em Boston, depois que uma invasão alienígena devastou o planeta seis meses antes dos acontecimentos da primeira temporada.
A série que foi filmada no Canadá, foi ao ar nos Estados Unidos pelo canal a cabo TNT, e é uma produção da DreamWorks Television. A série estreou em 19 de junho de 2011. No Brasil, estreou em 24 de junho de 2011, sendo exibida no TNT e com reprises no canal Space. Em Portugal, estreou no canal Syfy em setembro de 2011.
Em 18 de julho de 2014, Falling Skies foi renovada para uma quinta e última temporada com 10 episódios.

## Enredo
A série conta a história das consequências de uma invasão alienígena, que não só neutraliza a grade de energia e tecnologia do mundo, mas também destrói os militares de todos os países do mundo em um curto espaço de tempo. É mencionado que mais de 90% da população humana é morta dentro de poucos dias. Os objetivos alienígenas não são bem conhecidos pelos humanos, embora eles capturem crianças e adolescentes, colocando um tipo de "arreio" (exo-esqueleto)  biotecnológico em suas colunas vertebrais, para que realizem trabalho escravo e, depois de algum tempo, tornem-se um deles
A história começa seis meses após a invasão, e segue um grupo de sobreviventes que têm de se unir a fim de revidar. O grupo, conhecido como Second Massachusetts (uma alusão a uma milícia de Boston na Guerra Revolucionária Americana), é agora liderado pelo Capitão aposentado Dan Weaver e pelo professor de história da Universidade de Boston, Tom Mason que, embora em busca de seu filho Ben (capturado pelos aliens), deve colocar seu amplo conhecimento da história militar em prática como um dos líderes do movimento de resistência.

## Elenco

### Elenco principal
| Ator              | Personagem         | Temporadas | Temporadas | Temporadas | Temporadas | Temporadas |
| Ator              | Personagem         | 1ª         | 2ª         | 3ª         | 4ª         | 5ª         |
| ----------------- | ------------------ | ---------- | ---------- | ---------- | ---------- | ---------- |
| Noah Wyle         | Tom Mason          | Regular    | Regular    | Regular    | Regular    | Regular    |
| Moon Bloodgood    | Anne Glass Mason   | Regular    | Regular    | Regular    | Regular    | Regular    |
| Drew Roy          | Hal Mason          | Regular    | Regular    | Regular    | Regular    | Regular    |
| Connor Jessup     | Ben Mason          | Regular    | Regular    | Regular    | Regular    | Regular    |
| Maxim Knight      | Matt Mason         | Regular    | Regular    | Regular    | Regular    | Regular    |
| Colin Cunningham  | John Pope          | Regular    | Regular    | Regular    | Regular    | Regular    |
| Sarah Carter      | Maggie             | Regular    | Regular    | Regular    | Regular    | Regular    |
| Mpho Koaho        | Anthony            | Regular    | Regular    | Regular    | Regular    | Regular    |
| [Will Patton ]    | Dan Weaver         | Regular    | Regular    | Regular    | Regular    | Regular    |
| Seychelle Gabriel | Lourdes Delgado    | Regular    | Regular    | Regular    | Regular    |            |
| Peter Shinkoda    | Dai                | Regular    | Regular    | Convidado  |            |            |
| Jessy Schram      | Karen Nadler       | Regular    | Recorrente | Recorrente | Convidado  |            |
| Doug Jones        | Cochise            |            |            | Regular    | Regular    | Regular    |
| Scarlett Byrne    | Alexis Glass Mason |            |            |            | Regular    | Convidado  |
| Mira Sorvino      | Sara               |            |            |            | Recorrente | Recorrente |

### Elenco secundário
| Ator                | Personagem        | Temporadas | Temporadas | Temporadas | Temporadas | Temporadas |
| Ator                | Personagem        | 1ª         | 2ª         | 3ª         | 4ª         | 5ª         |
| ------------------- | ----------------- | ---------- | ---------- | ---------- | ---------- | ---------- |
| Bruce Gray          | Tio Scott         | Recorrente |            |            |            |            |
| Dylan Authors       | Jimmy Boland      | Regular    | Recorrente |            |            |            |
| Laci J. Mailey      | Jeanne Weaver     |            | Recorrente | Recorrente |            |            |
| Robert Sean Leonard | Roger Kadar       |            |            | Recorrente | Recorrente |            |
| Gloria Reuben       | Marina Peralta    |            |            | Recorrente |            |            |
| Ryan Robbins        | Tector            |            | Regular    | Regular    | Regular    |            |
| Terry O'Quinn       | Arthur Manchester |            | Recorrente | Recorrente |            |            |
| James Collins       | Cueball           | Recorrente |            |            |            |            |
| Daniyah Ysrayl      | Rick              | Recorrente | Recorrente |            |            |            |
| Melissa Kramer      | Sarah             | Recorrente | Recorrente |            |            |            |
| Jaclyn Forbes       | Elyse             | Recorrente |            |            |            |            |
| Wes Berger          | John              | Recorrente |            |            |            |            |

## Produção e desenvolvimento
Em maio de 2009, a TNT anunciou que havia encomendado um piloto intitulado de “Alien Invasion”. Em janeiro de 2010, TNT anunciou a gravação de uma temporada com 10 episódios iniciais.
Noah Wyle disse que parte da razão pelo qual ele escolheu fazer parte do seriado foi para ganhar a credibilidade de seus filhos: "… com o nascimento dos meus filhos, comecei a olhar atentamente para a minha carreira através de seus olhos mais do que com os meus próprios, de tal modo que até os escolhem, me dão a direção para certas coisas e me mantém longe de outras coisas… Me identifiquei com a devoção de Tom para com seus filhos e admirado com seu senso de dever social."
O piloto foi filmado em 2009 e o restante da temporada foi gravado entre julho e novembro de 2010 em Toronto (Canadá).

## Audiência
Estreiou nos Estados Unidos em 19 de junho, com um episódio duplo e com audiência de 5,9 milhões de telespectadores no canal TNT. Sendo considerado um record de audiência, ocupando o posto de melhor estréia de uma série  na televisão por assinatura americana e ultrapassando os números da estréia de The Walking Dead que a época obteve 5.3 milhões de telespectadores também na televisão por assinatura.

## Recepção da crítica
Em sua 1ª temporada, Falling Skies teve recepção geralmente favorável por parte da crítica especializada. Com base de 27 avaliações profissionais, alcançou uma pontuação de 71% no Metacritic. Por votos dos usuários do site, atinge uma nota de 6.2, usada para avaliar a recepção do público.